# Nemomydas panamensis
Nemomydas panamensis är en tvåvingeart som först beskrevs av Charles Howard Curran 1934. Nemomydas panamensis ingår i släktet Nemomydas och familjen Mydidae.
Artens utbredningsområde är Panama. Inga underarter finns listade i Catalogue of Life.